# Melica tibetica
Melica tibetica är en gräsart som beskrevs av Roman Julievich Roshevitz. Melica tibetica ingår i släktet slokar, och familjen gräs. Inga underarter finns listade i Catalogue of Life.